# К брату, над его могилою
«К брату, над его могилою» — условное название стихотворения римского поэта Гая Валерия Катулла, включённого в состав посмертного сборника («Книги Катулла Веронского») под номером 101. Стихотворение написано в форме эпитафии: автор совершает поминальный обряд над могилой брата в Ретее (Азия). Последние слова — «привет и прости» (ave atque vale), традиционное заключительное восклицание в римских обрядах такого рода.
Брат поэта умер во время поездки в Троаду, и Катулл навестил его могилу во время вифинской поездки в 57—56 годах до н. э.